# Schlacht von Latakia
Die Schlacht von Latakia (arabisch: معركة اللاذقية) am 7. Oktober 1973 war ein Seegefecht im Rahmen des Jom-Kippur-Krieges, das zwischen Israel und Syrien vor der syrischen Hafenstadt Latakia ausgetragen wurde. Es handelt sich um die erste Seeschlacht der Geschichte, bei der mit Seezielflugkörpern bewaffnete Flugkörperschnellboote aufeinander trafen. Außerdem wurden zum ersten Mal Methoden der elektronischen Kampfführung eingesetzt.
Es gelang der israelischen Marine, die Seestreitkräfte Syriens innerhalb kurzer Zeit zu besiegen.

## Die Schlacht
Die Israelis wehrten die aus maximaler Entfernung abgefeuerten Raketen des Gegners durch Düppel und elektronische Gegenmaßnahmen ab. Als den syrischen Schiffen die Raketen ausgingen, näherten sich die Israelis und griffen ihrerseits bei optimaler Kampfentfernung mit ihren Raketen vom Typ Gabriel an.

## Ergebnis
Mehrere syrische Schiffe wurden versenkt, die syrische Marine kehrte in ihre Häfen zurück und nahm im weiteren Kriegsverlauf nicht mehr an Kampfhandlungen teil.

## Besonderheiten
Die Schlacht von Latakia war zwar die erste Schlacht zwischen Flugkörperschnellbooten. Das erste Gefecht, in dem ein Schiff ein anderes mit Raketen versenkte, fand aber am 20. Oktober 1967 nach dem Sechstagekrieg statt, als der israelische Zerstörer Eilat (ex-HMS Zealous (R39)) von einer SS-N-2 Styx versenkt wurde.